# Velika Klekovača
Die Velika Klekovača (1962 m) (die Höhenangaben differieren zwischen 1960 m und 1969 m) ist nach dem Cincar der höchste Berg im Westen von Bosnien und Herzegowina. Sie ist der höchste Gipfel des Bergmassivs Klekovača. Der Berg liegt etwa 65 Kilometer südöstlich der Stadt Bihać Bihać in den Gemeinden Drvar und Petrovac. Über die Höhe der Klekovača verläuft die innerbosnische Grenze zwischen der Republika Srpska und der Föderation Bosnien und Herzegowina.

## Flora
Die Umgebung des Bergs besteht bis in eine Höhe von rund 1.500 m von Wäldern aus Koniferen und Buchen. Zu finden sind das Edelweiß und der Gelbe Enzian.